# 菲利普斯埃克塞特学院
菲利普斯埃克塞特学院（英語：Phillips Exeter Academy，简称PEA，又称埃克塞特），是一所私立预科学校，提供9-12年级及毕业后一年（PG）的教育。学院位于美国新罕布什尔州埃克塞特镇，是十校联盟成员之一。学院建校久远，因其历史、影响力、财富和学术声誉，被诸多媒体称为美国的精英学校之一。

## 历史

### 建校

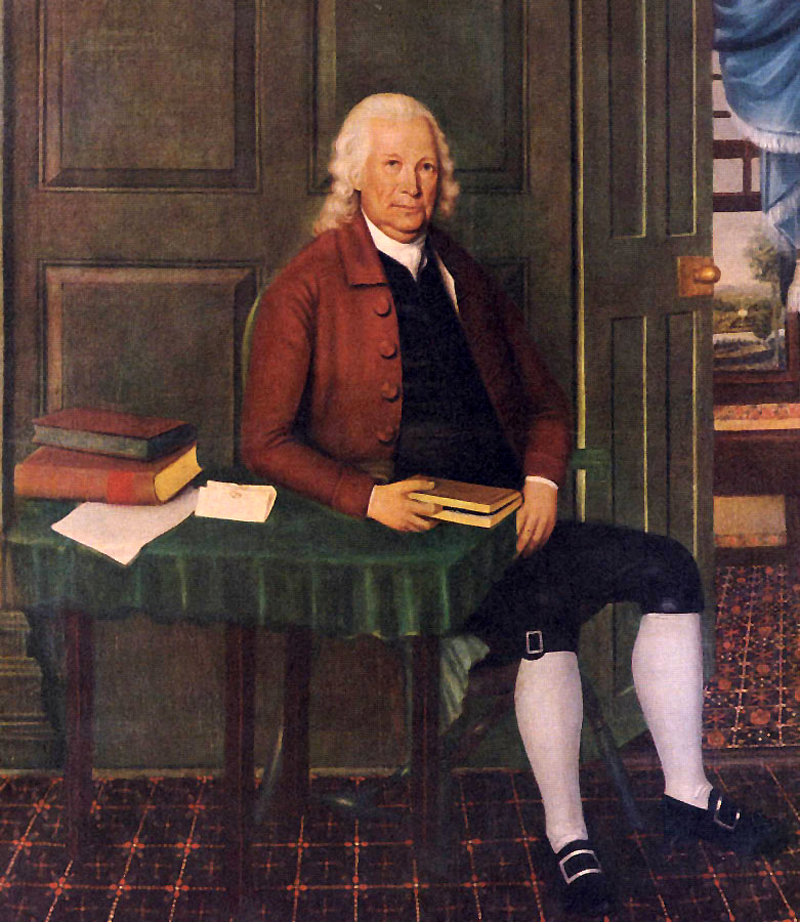
约翰·菲利普斯 (教育家)，菲利普斯埃克塞特学院的创始人

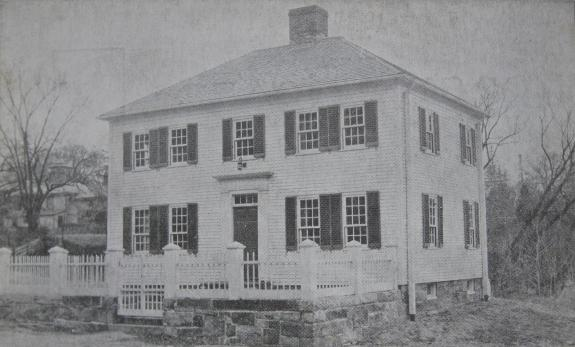
学院的第一栋校舍，摄于约1910年

菲利普斯埃克塞特学院由约翰·菲利普斯博士和其妻子伊丽莎白·菲利普斯建立于1781年。约翰是一位教师、商人，热心于社会公益。1781年5月17日，约翰和伊丽莎白夫妻签署了学校的宪章。1783年5月1日，菲利普斯埃克塞特学院正式开学，共有学生56名，在当时不收取任何学费。学校的第一位校长是威廉·伍德布瑞奇。建校三年前，约翰赞助了他的侄子小塞缪尔·菲利普斯去马萨诸塞州安多福创建菲利普斯学院。由于创校者之间的亲属关系，埃克塞特和安多福后来成为了对手学校（Rivalry）。1795年，约翰·菲利普斯去世，将他三分之二的财产划给了菲利普斯埃克塞特学院。
吉尔曼（Gilman）家族在学院建立之初提供了许多捐赠。菲利普斯曾与萨拉·吉尔曼（Sarah Gilman）结婚。萨拉是菲利普斯表亲纳撒尼尔·吉尔曼（Nathaniel Giilman）的遗孀，家境富裕。萨拉过世后给菲利普斯留下了许多遗产，他因此能创办菲利普斯埃克塞特学院。除了萨拉以外，吉尔曼家族也给埃克塞特捐赠了许多土地：学院的前庭（Yard）便是新罕布什尔州州长约翰·泰勒·吉尔曼赠予的。因此，1783年，学院的第一届学生中，有七个吉尔曼家族的学生。后来，尼古拉斯·吉尔曼又于1814年向学院捐赠了1,000美元，用以教授宗教音乐。
1818年，金枝社（Golden Branch Society）于菲利普斯埃克塞特学院成立，是全美最古老的高中秘密社团。

### 近代

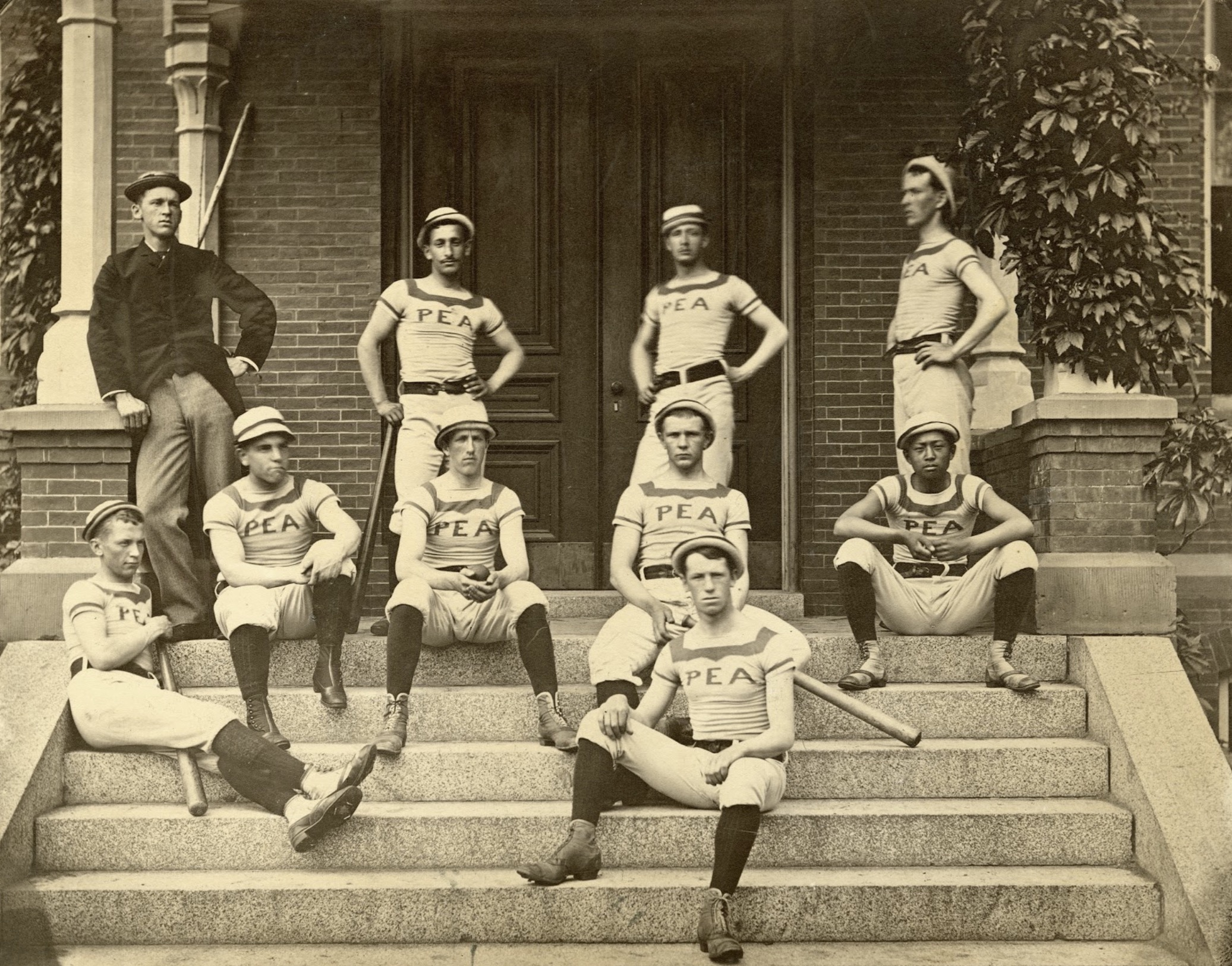
埃克塞特的校棒球队，1881年摄，其中有一位学生是中国留美幼童

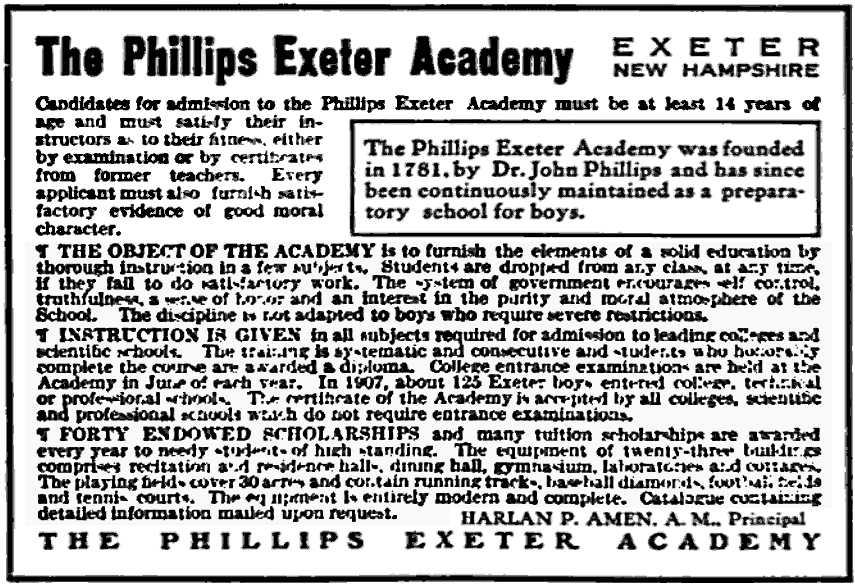
1909年菲利普斯埃克塞特学院在报纸上的招生广告

1858年，埃克塞特招收了第一位非裔美国人学生摩西·乌利亚·霍尔（Moses Uliah Hall）。
1859年10月19日，埃克塞特的学生在学校建立了篮球俱乐部。
同年，亚伯拉罕·林肯长子罗伯特·托德·林肯入读埃克塞特，于1860年毕业。1860年3月3日，亚伯拉罕·林肯造访菲利普斯埃克塞特学院、探望儿子，并代表学校的共和党俱乐部在埃克塞特市政厅发表演讲。
1879年起，埃克塞特参与了中国留美幼童计划，招收了七名清朝的学生，让他们学习科技、考入大学。但是在1881年，由于清美关系紧张以及清廷对于学童思想西化的恐惧，所有幼童被召回。

1930年4月9日，慈善家、石油大亨爱德华·哈克尼斯向时任埃克塞特校长刘易斯·佩里致信，希望捐赠一笔巨款，让学校寻找一种新的教学方式。哈克尼斯写道：
我所设想的是，一间教室里，学生能围坐在一张桌子周围，有一位老师和他们交流，用一种会议的方式施教，并且鼓励每个学生发言。这将会是教学方法上一次真正的革命。
同年11月，哈克尼斯向学院捐赠了5,800,000美元。从此，学院开始使用哈克尼斯圆桌，学生与教师一同讨论、交流想法。

### 现代
1970年，39位女学生进入埃克塞特学习，学校改制为男女合校。
1996年前，学院主楼大门上原来的铭文是“前来啊，男孩们，从此成为男人”（拉丁語：Huc Venite, Pueri, ut Viri Sitis）；1996年，为了使铭文符合学院男女合校的新制度，原来的铭文后又添了一句性别包容的铭文：“在这里，男孩和女孩们，寻求良善和知识“（拉丁語：Hic Quaerite Pueri Puellaeque Virtutem et Scientiam）。

## 学术
菲利普斯埃克塞特学院使用一种11分制的等第系统，“A”相当于11分，“E”相当于0分。埃克塞特学生与教师的人数比例约为5:1，大部分教师在他们的领域有高级学位。在埃克塞特学习四年的学生需要上关于艺术、古典或者现代语言、计算机科学、英语、健康与人体、历史、数学、宗教和科学的课程。大部分学生会获得一份英语文凭，但完成了所有拉丁语或古希腊语课程的学生会获得一份古典学文凭，毕业时着月桂冠。

## 资金
学校在2008-2009学年度曾经执行资金需求盲性录取政策，曾与菲利普斯学院一道成为美国唯一两所执行该政策的学校。这种政策允许学校录取每一个合格的申请人，而不看申请人的资金需求材料。虽然学校从没有宣布正式执行该政策，但是学校的录取过程是在这一政策的基础上执行的。2009-2010年，受经济萧条影响，学校面临巨大的资金压力和大量资金援助请求，董事会决定取消这一政策。这一政策变动也使得菲利普斯学院成为美国唯一一所还在执行盲性录取政策的学校。

## 知名校友
- 丹尼尔·韦伯斯特，美国政治家，曾两次担任美国国务卿。
- 哈里·霍華德·賀姆斯，美國連環殺手。
- 富兰克林·皮尔斯，第14任美国总统。
- 羅伯特·托德·林肯，亞伯拉罕·林肯的儿子，第35任美国战争部长。
- 布斯·塔金頓，美國小說家、劇作家。贏得兩次普立茲小說獎。
- 刘易斯·卡斯，第14任美国战争部长，第22任美国国务卿。
- 贾德·克雷格，曾任新罕布什尔州州长。
- 傑伊·洛克斐勒，第29任西維吉尼亞州州長。
- 肯特·康拉德，曾任北達科他州參議員。
- 约翰·内格罗蓬特，曾任美国驻伊拉克等多国大使、美国常驻联合国代表、首任美国国家情报总监、美国常务副国务卿。
- 戈尔·维达尔，美国小说家，剧作家，和散文家。
- 約翰·艾文，美国小说家，奧斯卡最佳改編劇本獎得主。
- 丹·布朗，美国作家，《达芬奇密码》的作者。
- 彼得·本奇利，美国編劇、作家，小說《大白鯊》（Jaws）作者。曾為前美國總統林登·詹森當過兩年的演講稿撰稿人。
- 李昌來，韓國小說家。
- 斯图尔特·布兰特，创作者。
- 马克·扎克伯格，Facebook創始人。
- 德怀特·麦克唐纳，美国作家、编辑、电影评论家、哲学家和激进政治人物。
- 保羅·克列布尼科夫，美籍俄裔的記者和歷史學家。因揭露俄羅斯政商界和犯罪集團勾結黑幕，2004年遭人殺害。
- 亚历桑德罗·尼沃拉，美国男演员。
- 霍華·霍克斯，美國電影導演與製作人。
- 小亞瑟·史列辛格，美國歷史學家及社會評論家。获得过普利策奖。
- 小贝诺·C·施密德特，耶鲁大学第16任校长。
- 望月新一，日本数学家，京都大学数理解析研究所教授。曾被认为是比特币的发明者，后来本人否认。
- 戴维·芒福德，美國數學家。1974年獲費爾茲獎，2006年獲邵逸夫獎，2008年获得沃尔夫奖。
- 劳埃德·沙普利，美国数学家和经济学家。2012年与阿尔文·罗思共同获得诺贝尔经济学奖。
- 盧卑利，美國外交官，1901年及1909年兩度出任美國駐香港總領事。
- 杨安泽，美国企业家，美国创业（英语：Venture for America）[注 3]组织创始人、2020年美國總統選舉民主党初选候选人。